# Hogging (pràctica sexual)

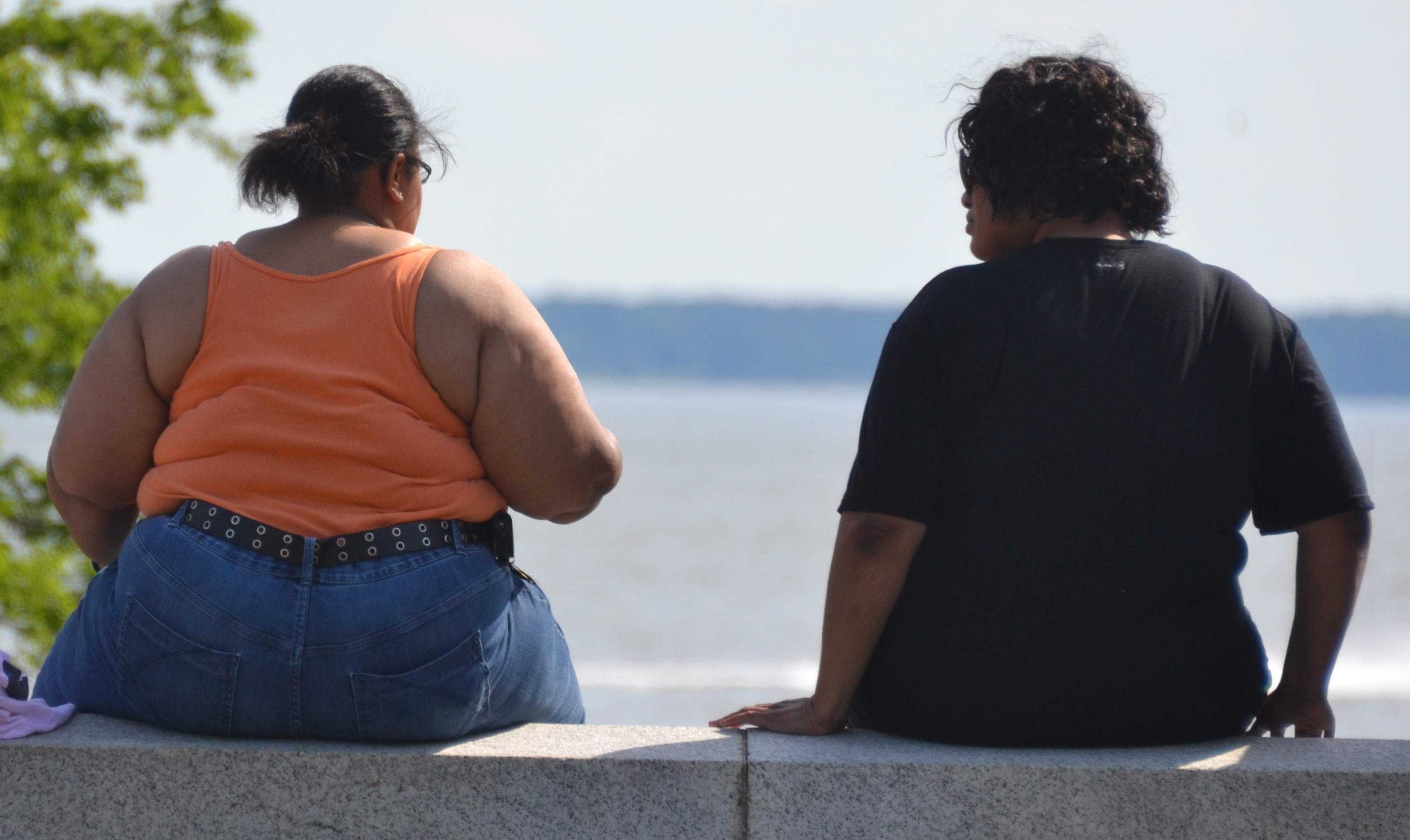
Les víctimes d'aquesta pràctica són les dones amb sobrepès

El hogging es refereix a la pràctica de grups d'homes envers a dones amb sobrepès o obesitat, normalment per a trobades sexuals. A diferència dels fetitxisme de persones grasses, els homes que participen del hogging no se senten necessàriament una atracció sexual pel cos de les dones obeses, sinó que tenen com a objectiu manipular l'estat emocional d'una dona o divertir-se (tan sols com amb amics) amb la sexualitat amb dones amb sobrepès.

## Pràctica
El hogging consisteix en un tipus de discriminació contra les dones i també forma part de la grassofòbia. Aquesta pràctica sovint inclou el consum excessiu d'alcohol i atacs a l'autoestima. No sempre implica el coit i, sovint, l'objectiu final són altres activitats sexuals. La participació de vegades inclou fer apostes entre amics, així com humiliar la dona implicada.
La pràctica també s'ha suggerit com una manifestació d'hipermasculinitat, en què els homes que no s'ajusten a les expectatives normatives de la virilitat mostren inseguretat, estan a la defensiva i recorren a l'agressió sexual per compensar la seva incapacitat per complir els estàndards masculins. D'aquesta manera, el hogging es descriu com una forma de depredació sexual en què el sexe és un acte de conquesta, no d'intimitat.